# Marciana de Mauritania

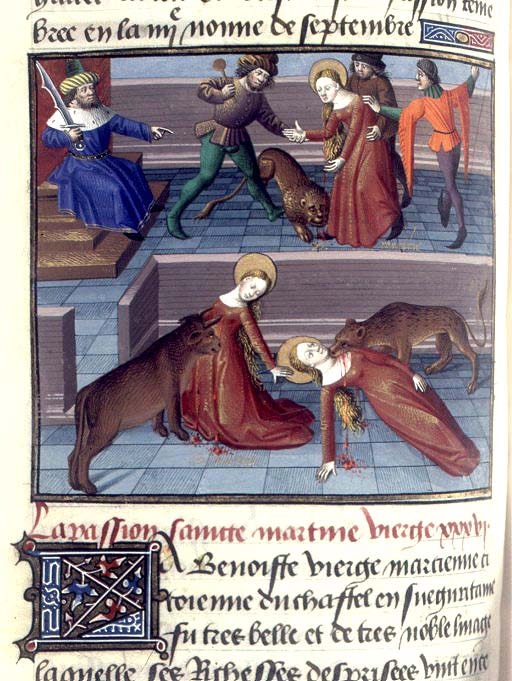
El martirio de Marciana, manuscrito francés,.

Marciana de Mauritania (Dellys, siglo III-Cesarea, Mauretania Caesariensis, 9 de enero de 303) fue una mártir venerada como santa por la Iglesia católica y la Iglesia ortodoxa. 
Tradicionalmente, la Iglesia católica conmemora su festividad el 11 de julio.
El relato latino de su martirio fue escrito posiblemente en el siglo V. Se trataría en realidad de una santa legendaria, producto de una duplicidad hagiográfica con Marciana de Toledo, que se venera en Toledo (España) el 12 de julio.

## Biografía
El martirio de Marciana tuvo lugar durante la Gran Persecución. El historiador Brent D. Shaw señala que dirigió una «agresiva campaña contra la idolatría»; sosteniendo que su leyenda enfatizaba su virginidad y su compromiso con el ascetismo, y contenía «un nuevo tipo de hostilidad que se añadía a la vieja historia de odios entre cristianos y paganos».
De acuerdo con su historia, Marciana era natural de Rusuccur (actualmente Dellys, Argelia). Era una joven cristiana devota «tan llena de celo por su nueva fe» que abandonó el hogar familiar para residir en Cesarea, a unos 130 km al este de su casa e «inmediatamente mostró una agresiva hostilidad hacia las formas tradicionales de religión cívica». Atacó violentamente una estatua de la diosa Diana en la ciudad, arrancándole la cabeza y destrozando su cuerpo. Los ciudadanos locales la arrestaron y la llevaron ante el tribunal del gobernador para ser castigada. Fue encarcelada en la escuela gladiatoria local, lo que, según Shaw, fue «una prueba brutal» de su pureza sexual.
Siguiendo con el relato, el jefe de la sinagoga local y su familia insistieron en que Marciana fuera castigada más duramente, colocándola en la arena local, donde impresionó a los lugareños con su nobleza y heroísmo. Estaban dispuestos a abogar por ella ante el gobernador, pero los judíos insistieron en que un toro la corneara en la arena, lo que la mató. Tras su muerte, enviaron a un leopardo que le rompió el cuello. La historia continúa diciendo que se produjo un incendio en la sinagoga, pero nunca se pudo reparar. Shaw afirma que la historia de Marciana demuestra el conflicto entre las comunidades cristiana y judía en Cesarea durante el período y formó parte de la «larga y bien desarrollada» literatura antijudía de la época. Shaw advierte, sin embargo, que narraciones como ésta, que incluyen directamente a los judíos en la persecución de los cristianos en África durante los siglos IV y V, eran «extremadamente raras».

## Veneración
El rito mozárabe tiene un himno especial en su honor.